# Pride-maand

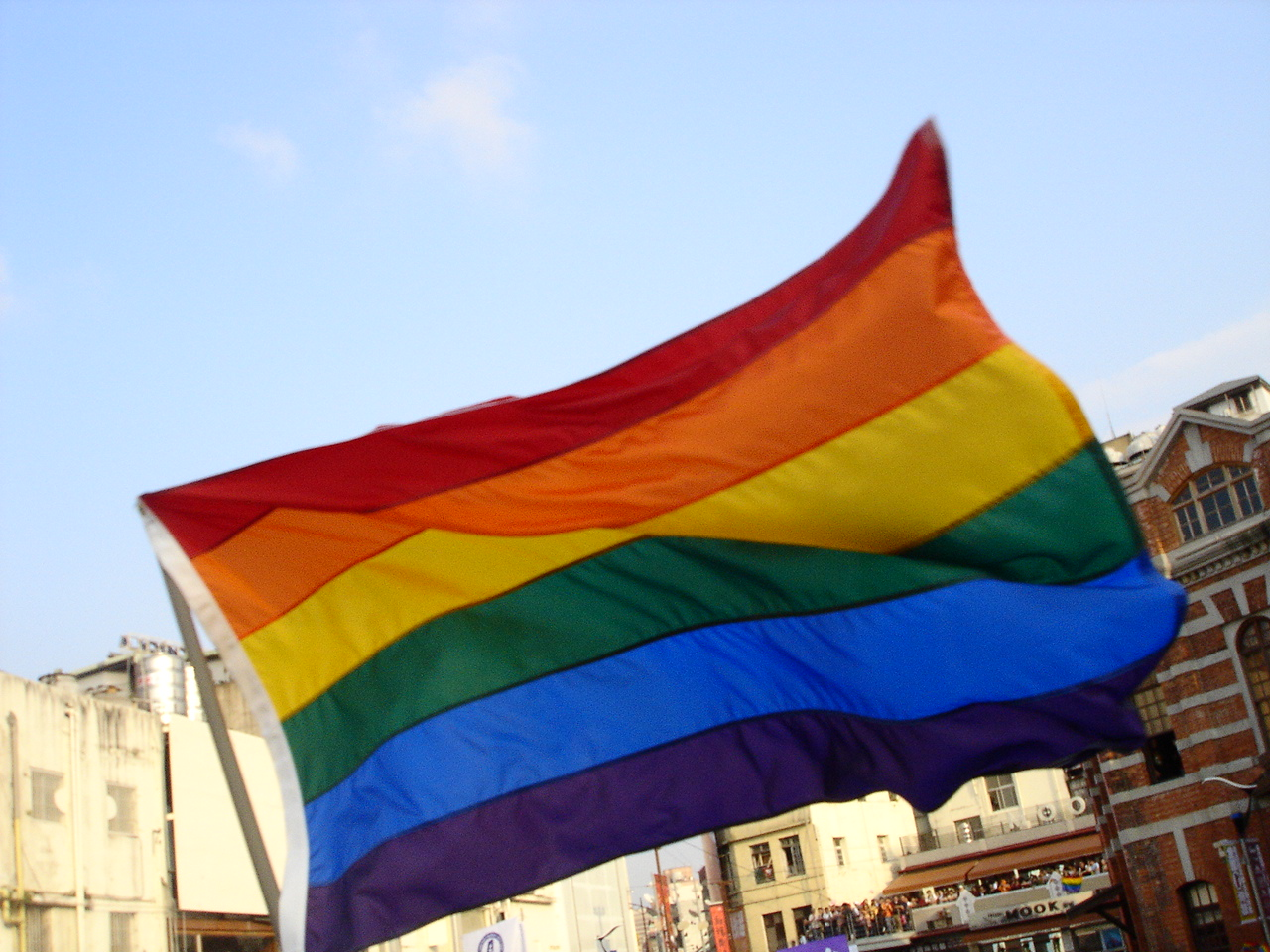
De regenboogvlag van de lhbt-beweging

De Pride-maand of Pride Month (juni) is in de Verenigde Staten een themamaand waarin speciaal aandacht wordt besteed aan de positie, emancipatie en acceptatie van homoseksuele mannen, lesbische vrouwen, biseksuelen, transgenders en andere mensen van de lhbt+ gemeenschap. 
Het begrip krijgt in toenemende mate bekendheid in andere landen, onder meer doordat sinds 2012 de zoekmachine Google tijdens de Pride-maand juni een jaarlijks wisselende regenboogkleurige versiering bij lhbt-gerelateerde zoekopdrachten vertoont.

## Verenigde Staten
In de VS is juni de LGBT Pride Month aangezien eind juni 1969 in New York de Stonewall-rellen plaatsvonden, die een belangrijke impuls voor de homo-emancipatie vormden. Ter herdenking van die rellen vinden sinds 1970 in tal van Amerikaanse steden Gay Pride Parades plaats, die in vele Westerse landen navolging vonden, zij het niet altijd meer eind juni.
Sinds 1999 hebben de democratische presidenten Clinton, Obama en Biden juni officieel tot Pride Month uitgeroepen. De republikeinse president Trump deed dat alleen in 2019 via Twitter. Gedurende deze maand wordt door tal van Amerikaanse organisaties, instellingen en bedrijven aandacht besteed aan lhbt-thema's, onder meer door publieks- en marketingcampagnes. Hierbij kan echter ook sprake zijn van pinkwashing.

## Nederland
In Nederland vindt ter herdenking van de Stonewall-rellen jaarlijks in telkens een andere stad de Roze Zaterdag plaats, vaak voorafgegaan door een Roze Week. Eind juni waren eveneens het Midzomergracht festival in Utrecht en The Hague Pride in Den Haag. Toch is in Nederland geen officiële Pride-maand gekomen, waarschijnlijk omdat sinds 1996 de grootste Nederlandse Pride-viering, de Pride Amsterdam, rond het eerste weekend van augustus gehouden wordt.